# البرتو غالو
البرتو غالو (بالإسبانية: Alberto Gallo)‏ (20 أغسطس 1920 - ) هو لاعب كرة قدم أرجنتيني، يلعب كمهاجم.

## مسيرته

### مسيرته مع الأندية
- 1940 - 1946 لعب مع ريفر بليت 78 مباراة سجل خلالها 27 هدف.
- 1947 - 1947 لعب مع نادي راسينغ 23 مباراة سجل خلالها 12 هدف.
- 1948 - 1948 لعب مع بانفيلد 21 مباراة سجل خلالها 8 أهداف.
- 1949 - 1949 لعب مع إستوديانتيس دي لا بلاتا 4 مباريات.
- 1949 - 1951 لعب مع كيلمس 54 مباراة سجل خلالها 16 هدف.
- 1952 - 1952 لعب مع ريفر بليت 10 مباريات سجل خلالها هدفين.